# Polygala longiloba
Polygala longiloba är en jungfrulinsväxtart som beskrevs av Sidney Fay Blake. Polygala longiloba ingår i släktet jungfrulinssläktet, och familjen jungfrulinsväxter. Inga underarter finns listade i Catalogue of Life.